# Clubul Sportiv Pandurii Lignitul Târgu Jiu
Il Clubul Sportiv Pandurii Lignitul Târgu Jiu, noto come Pandurii Târgu Jiu o semplicemente Pandurii, è stata una società calcistica rumena con sede nella città di Târgu Jiu, fondata nel 1962 e sciolta nel 2022.

## Storia

### Origini del calcio a Târgu Jiu
La prima squadra di calcio cittadina fu la Gorjul Târgu Jiu che disputò la Divizia C alla ripresa del campionato dopo la seconda guerra mondiale venendo subito retrocessa nei campionati provinciali. Anche il Flacăra Târgu Jiu raggiunse alla fine degli anni 50 il terzo livello calcistico nazionale e inoltre in quel periodo vennero fondate il Flamura Târgu Jiu e il Sănătatea Târgu Jiu.
Nell'agosto 1962 venne decisa la fusione tra il Flacăra-Unirea e il CIL Târgu-Ji che costituirono il Pandurii.

### 1963-2005: le serie minori
La squadra esordì nel torneo provinciale ottenendo subito la promozione in Divizia C. Disputò in questa categoria 14 campionati prima di arrivare alla Divizia B grazie alla vittoria nel proprio girone con 5 punti di vantaggio sul CSM Turnu-Severin. Rimase nella seconda serie una sola stagione ma ci ritornò prontamente.
Per tutti gli anni 80 e la prima parte degli anni 90 giocò tra la seconda e la terza serie per scendere successivamente nei tornei provinciali. Nel 1998 ricominciò la risalita: dopo due stagioni nel terzo livello venne nuovamente promosso in B dove disputò tre campionati nella parte centro bassa della classifica prima di tentare la promozione in Divizia A nel 2003-2004 arrivando secondo nel proprio girone dietro lo Sportul Studențesc București e riuscendoci l'anno successivo dopo aver lottato nel finale con il FC Sibiu

### In prima serie
Nel primo anno in massima divisione il club giunse penultimo ma evitò la retrocessione perché la federazione penalizzò lo Sportul Studențesc București per un debito di 300.000 euro, decisione poi confermata in sede europea dopo il ricorso presentato dalla squadra della capitale.
Anche nei campionati successivi il club concluse sempre oltre il decimo posto riuscendo spesso ad evitare la retrocessione nelle ultime giornate e cambiando più volte l'allenatore nel corso della stagione. Migliorò la situazione finanziaria anche grazie a sussidi da parte di aziende pubbliche locali e giunsero i risultati: settimo nel 2011-2012 e secondo nel 2012-2013 conquistando il diritto di partecipare alle competizioni europee.

## Partecipazione alle coppe europee
Il secondo posto nel 2012-2013 consentì al club l'accesso al secondo turno preliminare della UEFA Europa League 2013-2014. Superò il FC Levadia Tallinn, il Hapoel Tel Aviv Football Club e al turno di play-off i portoghesi del Sporting Clube de Braga ribaltando la sconfitta casalinga dell'andata giungendo alla fase a gironi.

## Nomi ufficiali
Nella sua storia il club ha assunto le seguenti denominazioni:
- Agosto 1962 - Fusione tra il CIL Târgu Jiu e il Flacara Unirea JIL Târgu Jiu
- Giugno 1963 - CS Pandurii Târgu Jiu
- 1972 - fusione con AS Gorjul
- 1975 - Cimentul Victoria Târgu Jiu
- 1976 - CS Pandurii Târgu Jiu
- 1986 - Gloria Pandurii Târgu Jiu
- 1988 - CS Pandurii Târgu Jiu

## Inno
Inno del team è Hei, hei, Pandurii con musica e versi composti dal professor Viorel Garbaciu

## Stadio
Il club giocava le proprie partite interne nello Stadionul Tudor Vladimirescu, impianto con 12.000 posti a sedere inaugurato nel 1963 e successivamente ristrutturato nel 2005 e nel 2011.
Per gli incontri casalinghi della UEFA Europa League 2013-2014 il club disputò i match casalinghi nella Cluj Arena di Cluj Napoca.

## Palmarès

### Competizioni nazionali
- Liga II: 1

2004-2005

### Altri piazzamenti
- Campionato rumeno:

Secondo posto: 2012-2013
Terzo posto: 2015-2016
- Coppa di Romania:

Semifinalista: 2006-2007
- Cupa Ligii:

Finalista: 2014-2015